# Спенсер, Бренда
Бре́нда Энн Спе́нсер (англ. Brenda Ann Spencer, род. 3 апреля 1962, Сан-Диего, Калифорния) — американская малолетняя убийца, открывшая стрельбу по ученикам Кливлендской начальной школы в Сан-Диего (Калифорния) 29 января 1979 года. Это был первый случай совершения школьной стрельбы девочкой в США. На 2008 год из более чем двухсот школьных стрелков только шесть (начиная с Бренды Спенсер) были девушками.

## Детство
С детства Бренда интересовалась оружием и историями о насилии. Её родители, Дороти и Уоллес, развелись, и Бренда осталась жить с отцом. По словам соседей, у отца Бренды Спенсер — Уоллеса Спенсера — были проблемы с алкоголем, в результате чего Бренда, предоставленная большую часть времени сама себе, совершала мелкие кражи, увлекалась наркотиками и алкоголем и прогуливала занятия. Кроме того, она была задержана за стрельбу по окнам школы из пневматического ружья. При этом она была талантливым фотографом и однажды получила приз за лучшую фотографию. Жили отец и дочь в крайней нищете и спали на одном матрасе. По словам адвоката Бренды, Майкла МакГлинна, отец совершил по отношению к ней сексуальное насилие. Именно из-за этой психологической травмы она начала одеваться как мальчик и увлекаться стрельбой, к которой её приучил отец.
В начале 1978 года Бренда Спенсер попыталась покончить с собой, но её спасли. Летом того же года она была арестована за кражу со взломом, и сотрудники социальной службы предложили родителям перевести её в школу-интернат для обучения трудных подростков, однако отец Бренды не дал на это разрешения.
На Рождество 1978 года он подарил ей самозарядную винтовку 22 калибра с оптическим прицелом и более 500 патронов к ней, хотя сама Бренда хотела получить в подарок радиоприёмник.
Одноклассники вспоминали, что за неделю до стрельбы она сказала им, что хочет сделать что-то большое, чтобы попасть на телевидение.

## Стрельба
29 января 1979 года шестнадцатилетняя Бренда Спенсер из окна своего дома произвела тридцать шесть выстрелов по детям, которые стояли возле школы. Восемь детей и один полицейский были ранены. Погибли двое взрослых (Бартон Рэгг и Майкл Шуар), пытавшиеся спасти школьников. Затем Бренда забаррикадировалась в доме и не выходила оттуда в течение семи часов. В конечном итоге она сдалась. Когда её спросили, зачем она это сделала, она ответила: «Мне не нравятся понедельники (I Don’t Like Mondays)». Во время обыска её комнаты полицейские обнаружили пустую банку из-под пива и бутылку виски, однако, по их словам, Спенсер на момент задержания не была в состоянии алкогольного опьянения.
Адвокат Спенсер утверждает, что она не только была нетрезвой, но и принимала в тот день лекарство от эпилепсии (тегретол). Тем не менее на суде этот довод не фигурировал. Меткость стрельбы, которую показала в тот день Спенсер, была несовместима с состоянием алкогольного или наркотического опьянения; такого же мнения придерживалась и комиссия, рассматривавшая вопрос о её досрочном освобождении.

Я просто начала стрелять, вот и всё. Я сделала это просто так, смеха ради. Просто я не люблю понедельники. А так — хоть какое-то развлечение. Никто не любит понедельники. Оригинальный текст (англ.)I just started shooting, that's it. I just did it for the fun of it. I just don't like Mondays. I just did it because it's a way to cheer the day up. Nobody likes Mondays.

## Приговор
Из-за серьёзности преступления шестнадцатилетнюю Бренду судили как взрослую. Она признала себя виновной в двух убийствах и вооружённом нападении; девять обвинений в нанесении телесных повреждений суд не принял во внимание. 4 апреля 1980 года была приговорена к пожизненному тюремному заключению с правом подачи прошения о помиловании через 25 лет. Шесть раз ей отказывали в условно-досрочном освобождении, последний раз в феврале 2025 года. По решению комиссии об условно-досрочном освобождении следующее прошение она сможет подать в 2028 году.

## Реакция
В день стрельбы лидер ирландской группы The Boomtown Rats Боб Гелдоф узнал о происшествии, когда давал радиоинтервью в Атланте (Джорджия). Его поразила причина, которой Спенсер объяснила свой поступок. «Не любить понедельники, как повод кого-то убить, это несколько странно», — решил музыкант и написал песню «I Don’t Like Mondays». «Это был совершенно бессмысленный акт, и совершенно бессмысленная причина делать такое. Поэтому, возможно, я написал совершенно бессмысленную песню, чтобы проиллюстрировать это», — объяснил Гелдоф. Записанная в июле того же года, песня заняла первое место в британском хит-параде.